# Mato Seihei no Slave
Mato Seihei no Slave (Nhật: 魔都精兵のスレイブ Hepburn: Mato Seihei no Sureibu, "Nô lệ của Ma đô Tinh binh") là một loạt manga do Takahiro viết cốt truyện và Takmura Yōhei minh họa, được đăng dài kỳ trên tạp chí trực tuyến Shōnen Jump+ của nhà xuất bản Shueisha từ tháng 1 năm 2019. Hiện nay có khoảng mười bốn tập truyện được phát hành. Phiên bản anime truyền hình do Seven Arcs chuyển thể từ nguyên tác lên sóng từ tháng 1-tháng 3 năm 2024; mùa thứ hai thực hiện bởi Passione đã được công bố. Tính đến đầu năm 2023, bộ truyện lưu hành tổng cộng hơn 2 triệu bản (bao gồm bản vật lý và bản điện tử).

## Nội dung
Từ nhiều thập kỷ trước, những cánh cổng bí ẩn dẫn đến một không gian kỳ lạ là "Ma đô" (魔都 Mato), bắt đầu xuất hiện trên khắp Nhật Bản. Tại nơi ấy tồn tại những con thú gây chết người có tên là "Xú quỷ" (醜鬼 Shūki) cũng như có một loại trái cây đặc biệt ban sức mạnh phi thường cho những ai ăn nó. Vì loại trái này chỉ ban sức mạnh cho phụ nữ, mà tỷ lệ bình đẳng giới phần lớn nghiêng về phái đẹp. Chính phủ Nhật Bản đã thành lập một tổ chức có tên "Ma phòng đội" (魔防隊 Mabō-tai), để tập hợp những con người sở hữu năng lực của loại trái kia, họ sẽ mang trọng trách bảo vệ thế giới bên ngoài khỏi ảnh hưởng của Ma đô.
Vào một nọ trong năm 2020, nam sinh cấp ba Wakura Yūki đi lạc vào Ma đô và bị những con Xú quỷ bao vây. May mắn thay, Yūki được cứu mạng bởi một cô gái có tên là Uzen Kyōka, vị chỉ huy của Ma phòng đội số 7. Kyōka có thể biến hóa bất kỳ sinh vật nào thành một tên nô lệ mang sức mạnh phi thường và điều khiển chúng chiến đấu. Biết được năng lực này, Yūki đã chịu hóa thành một nô lệ đồng hành cùng Kyōka dẹp tan Xú quỷ và giải quyết mối hiểm họa trong Ma đô.

## Nhân vật

### Ma phòng đội

#### Đội 7
Wakura Yūki (和倉 優希)
Lồng tiếng bởi: Hirose Yūya
Nhân vật chính là một nam sinh cấp ba 17 tuổi thuộc trường công lập Kaminoge. Ngày nọ, trên đường tản bộ ngẫm về tương lai, cậu bị Xú quỷ tấn công khi đi lạc vào Ma đô. May mắn, cậu được đội trưởng Ma phòng đội số 7 là Kyōka cứu mạng và bị bắt phải trở thành "Nô lệ" của cô ấy. Trong lần đi thăm ký túc xá của Ma phòng đội số 7, cậu được bổ nhiệm làm quản lý tại đây để phục vụ công việc nội trợ. Khi trở thành Nô lệ, Yūki biến dạng thành một con thú mạnh mẽ giúp Kyōka tiêu diệt đám Xú quỷ đang tung hoành khắp Ma đô.
Yūki có một người chị tên là Aoba thất lạc trong thảm họa Ma đô sáu năm về trước.
Uzen Kyōka (羽前 京香)
Lồng tiếng bởi: Kitō Akari
Vị chỉ huy 21 tuổi của Ma phòng đội số 7. Cô là người giải cứu Yūki khi cậu đi lạc vào Ma đô. Cô có thể thiết lập giao ước với bất kì sinh vật nào để chúng làm "nô lệ" mình, sinh vật bị cô khống chế đều mang sức mạnh phi thường. Sau mỗi lần làm việc, Kyōka sẽ ban tặng phần thưởng cho chúng tương đương với công sức chúng bỏ ra, Yūki thuộc vào trường hợp này.
Azuma Himari (東 日万凛)
Lồng tiếng bởi: Miyamoto Yume
Phó chỉ huy 18 tuổi của Ma phòng đội 7. Himari xuất thân từ gia tộc danh giá Azuma tại Ma đô, những người chị của cô đều có tài năng xuất chúng nhưng cô không thể đáp ứng kỳ vọng đó, cô luôn trở thành mục tiêu trêu chọc của người chị Yachiho. Vì vậy, Himari quyết tâm khổ luyện để mạnh mẽ như Kyōka.
Himari không mấy ấn tượng về Yūki sau khi cả hai lần đầu gặp mặt, nhờ một trận giao hữu trong Ma đô mà đã khiến cô công nhận Yūki hơn.
Suruga Shushu (駿河 朱々)
Lồng tiếng bởi: Hino Mari
Thành viên 17 tuổi thuộc Ma phòng đội 7, có sở thích chơi game và nổi bật với chiếc nơ trên đầu. Xuất thân từ một gia đình bình thường. Shushu có thể biến đổi kích thước cơ thể của cô, nhưng càng biến to càng dễ hao tổn năng lực và ngược lại. Cô quan tâm đến Yūki kể từ lần cậu mới gia nhập đội 7.
Ōkawamura Nei (大川村 寧)
Lồng tiếng bởi: Tachibana Hina
Thành viên 11 tuổi thuộc Ma phòng đội 7. Nei không tham gia chiến đấu mà hỗ trợ đội phát hiện bất kỳ mối nguy nào từ xa. Ai chạm vào Nei khi cô sử dụng khả năng này sẽ được chia sẻ tầm nhìn đó. Cô tin cha mẹ mình vẫn còn sống và luôn tìm kiếm họ từ khi họ bị thất lạc trong thảm họa Ma đô.

#### Đội 6
Izumo Tenka (出雲 天花)
Lồng tiếng bởi: Uchida Maaya
Chỉ huy của Ma phòng đội số 6.
Azuma Yachiho (東 八千穂)
Lồng tiếng bởi: Hieda Nene
Phó chỉ huy của Ma phòng đội 6,  chị gái của Himari.
Wakasa Sahara (若狭 サハラ)
Lồng tiếng bởi: Ueda Reina
Thành viên Ma phòng đội 6.

#### Nhân vật khác
Wakura Aoba (和倉 青羽)
Lồng tiếng bởi: Kusunoki Tomori
Zenibako Koko (銭函 ココ)
Lồng tiếng bởi: Senbongi Sayaka
Yuno Naon (湯野 波音)
Lồng tiếng bởi: Hidaka Rina

## Truyền thông

### Manga

#### Danh sách tập truyện
| #  | Ngày phát hành   | ISBN              |
| -- | ---------------- | ----------------- |
| 1  | 4 tháng 3, 2019  | 978-4-08-881786-6 |
| 2  | 4 tháng 7, 2019  | 978-4-08-881896-2 |
| 3  | 1 tháng 11, 2019 | 978-4-08-882113-9 |
| 4  | 4 tháng 3, 2020  | 978-4-08-882235-8 |
| 5  | 3 tháng 7, 2020  | 978-4-08-882359-1 |
| 6  | 4 tháng 12, 2020 | 978-4-08-882481-9 |
| 7  | 2 tháng 4, 2021  | 978-4-08-882604-2 |
| 8  | 4 tháng 8, 2021  | 978-4-08-882743-8 |
| 9  | 3 tháng 12, 2021 | 978-4-08-882857-2 |
| 10 | 2 tháng 5, 2022  | 978-4-08-883109-1 |
| 11 | 2 tháng 9, 2022  | 978-4-08-883234-0 |
| 12 | 4 tháng 1, 2023  | 978-4-08-883342-2 |
| 13 | 2 tháng 6, 2023  | 978-4-08-883494-8 |
| 14 | 4 tháng 10, 2023 | 978-4-08-883636-2 |
| 15 | 2 tháng 2, 2024  | 978-4-08-883829-8 |
| 16 | 4 tháng 7, 2024  | 978-4-08-884047-5 |
| 17 | 4 tháng 12, 2024 | 978-4-08-884257-8 |
| 18 | 4 tháng 4, 2025  | 978-4-08-884466-4 |
| 19 | 4 tháng 9, 2025  | 978-4-08-884622-4 |

### Anime
Vào ngày 19 tháng 11 năm 2021, Shueisha công bố bộ truyện sẽ được Seven Arcs chuyển thể thành một loạt anime truyền hình. Nishimura Junji là tổng đạo diễn và Kuji Gorō là đạo diễn, Kindaichi Akira và Kanō Ryōta phụ trách soạn kịch bản, Yoshii Hiroyuki thiết kế nhân vật và Yamamoto Kouta soạn nhạc nền. Bài hát mở đầu là "Yume no Ito" (夢の糸) thể hiện bởi Kitō Akari, bài hát cuối phim là "CHA∞IN" do Uchida Maaya trình bày. Bộ anime lên sóng trên AT-X và các kênh truyền hình Nhật Bản khác vào ngày 4 tháng 1 năm 2024.
Mùa thứ hai được công bố sau khi anime kết thúc phát sóng mùa đầu tiên, và được sản xuất bởi dàn nhân sự mới gồm hãng phim Passione, Masafumi Tamura chỉ đạo và Nakano Keiya thiết kế nhân vật.
Muse Communication cấp phép phát hành bộ anime cho khu vực Nam Á và Đông Nam Á. Sentai Filmworks cấp phép phát sóng anime trên Hidive tại Bắc Mỹ.

#### Danh sách tập phim
| Số tập | Tựa đề                                                                                                 | Đạo diễn        | Biên kịch          | Ngày phát sóng gốc  |
| ------ | --- | --------------- | ------------------ | ------------------- |
| 1      | "Đản sinh, Yūki, thức tỉnh" "Tanjō, Yūki, Me Sameru" (誕生、優希、目醒める)                            | Takamura Yūta   | Nakanishi Yasuhiro | 4 tháng 1 năm 2024  |
| 2      | "Sở thích, Shushu, quần áo không chỉnh tề" "Kyōmi, Shushu, Hadakeru" (興味、朱々、肌蹴る)              | Fuseki Kazunobu | Nakanishi Yasuhiro | 11 tháng 1 năm 2024 |
| 3      | "Tình cờ gặp gỡ, Kyōka, thịnh nộ" "Sōgū, Kyōka, Takeru" (遭遇、京香、猛る)                             | Takamura Yūta   | Nakanishi Yasuhiro | 18 tháng 1 năm 2024 |
| 4      | "Cơn lốc, Himari, gào thét" "Sōgū, Kyōka, Takeru" (旋風、日万凛、吠える)                               |                 | Kanō Kyōta         | 25 tháng 1 năm 2024 |
| 5      | "Chị em, Yachiho, chế nhạo" "Shimai, Yachiho, Azakeru" (姉妹、八千穂、嘲る)                            | Takamura Yūta   | Kanō Kyōta         | 1 tháng 2 năm 2024  |
| 6      | "Tấn công dữ dội, Sahara, toả sáng" "Kyōshū, Sahara, Kirameku" (姉妹、八千穂、嘲る)                    | Fuseki Kazunobu | Kindaichi Akira    | 8 tháng 2 năm 2024  |
| 7      | "Cùng chiến đấu, Tenka, vút bay" "Yunaiteddo Furonto, Tenka, Soa" (ユナイテッドフロント、テンカ、ソア) | Takamura Yuuta  | Kindaichi Akira    | 15 tháng 2 năm 2024 |
| 8      | "Lời hứa, Nei, tưởng nhớ" "Yakusoku, Nei, Oboe Tete Ne" (約束、ネイ、覚えててね)                       | Cao Yi          | Nakanishi Yasuhiro | 22 tháng 2 năm 2024 |
| 9      | "Tái ngộ, Coco, liếm láp" "Riyunion, Koko, Rikku" (リユニオン、ココ、リッ)                             | Takamura Yūta   | Kindaichi Akira    | 29 tháng 2 năm 2024 |
| 10     | "Khai chiến, Naon, ngâm nga" "Sensō, Naon, Rōdoku" (戦争、ナオン、朗読)                                | Fuseki Kazunobu | Nakanishi Yasuhiro | 7 tháng 3 năm 2024  |
| 11     | "Sinh tử chiến, Aoba, hưng phấn" "Shitō, Aoba, Takaburu" (死闘、青羽、昂る)                            | Takamura Yuuta  | Nakanishi Yasuhiro | 14 tháng 3 năm 2024 |
| 12     | "Trở về, quyết tâm mới" "Kikan, Aratana, Ketsui" (帰還、新たな、決意)                                  | Nishimura Junji | Nakanishi Yasuhiro | 21 tháng 3 năm 2024 |
| 1.     | |                 |                    |                     |